# 自然界における左と右
『自然界における左と右』（しぜんかいにおけるひだりとみぎ、原題"The Ambidextrous Universe"（両利きの宇宙））は、マーティン・ガードナーによる通俗科学の本であり、人間の文化、科学、そして宇宙全体における対称性と非対称性について述べている。本書の終盤では、自然界におけるパリティ（鏡像量子系の対称性）の保存が破られることがあるかどうか（1956年にウーの実験により実験的に証明された）について議論し、それに関連してオズマ問題を提唱している。
本書は1964年に"Left, Right, and the Fall of Parity"（左、右、パリティの崩壊）の副題で初版が出版され、1969年に改訂版が出版された。1979年には"Mirror Asymmetry and Time-Reversed Worlds"（鏡像非対称性と時間反転世界）という新たな副題で第2版が出版された。1990年、"The New Ambidextrous Universe: Symmetry and Asymmetry from Mirror Reflections to Superstrings"（新・両利きの宇宙: 鏡像から超弦までの対称性と非対称性）のタイトルで第3版が出版され、2005年に軽微な改訂が加えられた。
日本語版は、1971年に『自然界における左と右』（坪井忠二、小島弘共訳、紀伊國屋書店）として出版され、第3版の翻訳が1992年に「新版」として出版された（坪井忠二、藤井昭彦、小島弘共訳、紀伊國屋書店）。

## 内容
本書は鏡像についての話から始まり、幾何学、詩、芸術、音楽、銀河、恒星、惑星、生物における対称性の話に続く。その後、分子スケールの話に移り、地球上の生命の始まりから対称性と非対称性がどのように進化したかを見てゆく。炭素とその万能性、生化学におけるキラリティーについても章を割いて述べている。
最後の数章では、宇宙には基本的な非対称性があるかどうかを検証し、「オズマ問題」と呼ばれる難問を取り扱っている。この問題は、原子物理学・素粒子物理学の様々な側面と、それが鏡像の非対称性や関連する概念（キラリティー、反物質、磁気的・電気的極性、パリティ、電荷、スピン）とどのように関連しているかとも関わる。時不変系と時間反転対称性についても議論している。素粒子物理学、理論物理学、現代宇宙論への影響についても述べており、改定版以降では大統一理論、万物の理論、超弦理論、M理論などの最新の情報にも触れている。

### オズマ問題
第18章「オズマ問題」(The Ozma Problem)においてガードナーは、オズマ計画によって地球人が地球外生命と交信することになった場合に生じるであろう問題を提起している。これは、「左右を宇宙人に言葉だけでどう伝えるか」という問題である（左右#左右の定義と宇宙人も参照）。
この問題は、イマヌエル・カントが「宇宙空間に孤立した手」（それ自体は右・左という意味を持たない）について議論したときに初めて示唆された。ガードナーは、カントが現代にいたら、より高い次元を介した物体の可塑性を用いてこの問題を説明するだろうと述べている。3次元空間の手は、鏡や仮想の4次元空間を使って反転させることができる。より簡単に視覚化できる言い方をすれば、フラットランドにおける手の輪郭を反転させることができる。右・左の意味は、対応する手を持たない存在が現れるまでは適用されない。チャールズ・ハワード・ヒントンが1888年に、また、ウィリアム・ジェームズが1890年の著書『心理学原理』において、この本質的な問題を表現している。ガードナーは、天体の磁極や生化学におけるキラリティーなど、オズマ問題の解決策となりそうなものを取り上げ、それでは解決ができないことを示している。
この問題は、3人の中国系アメリカ人物理学者の研究で一応の解決を見ている。まず、李政道と楊振寧によって、素粒子間に働く弱い相互作用では左右の区別がある可能性が示唆された（2人はこの功績により1957年のノーベル物理学賞を受賞した）。その後1956年、呉健雄により、コバルト60の放射性崩壊の実験ではS極の方から飛び出す電子の数が多いことが発見された（ウーの実験）。この実験はパリティ保存の破れを実証した初の実験であり、これを使えば遠隔地の宇宙人に左右を伝えることができるとガードナーは述べている。非対称性の例は、1928年にラジウムの崩壊で発見されていたが、その重要性は理解されていなかった。
現在は、時間に関してオズマ問題は存在するかどうかが物理学の大きな問題の一つになっている。

## 文学
本書では、物理学をテーマとした詩や、様々な点を説明するのに役立つ文学作品の引用を行っている。逆に、他の作品からの本書の引用や言及も行われている。

### W・H・オーデン
W・H・オーデンは1965年の詩"Josef Weinheber"の中で本書に言及している。

### ウラジーミル・ナボコフ
青白い炎
『自然界における左と右』1964年版において、ガードナーはウラジーミル・ナボコフの1962年の小説『青白い炎』から2行の詩を引用している。作中でこの詩は「ジョン・シェイド」という詩人が書いたものとされているが、これは架空の人物である。ガードナーは冗談として、引用箇所にジョン・シェイドの名前のみを表記し、あたかも実在の人物であるかのように、索引にもジョン・シェイドの名前を記した。ナボコフは1969年の著書『アーダ』において、『自然界における左と右』における自身の詩の引用箇所について作中の人物に述べさせ、ガードナーの好意に報いた。
「空間は目の中の群れであり、時間は耳の中の歌である」と、現代の詩人ジョン・シェイドは言った。この詩は架空の哲学者（マーティン・ガーディナー〔ママ〕）の『自然界における左と右』165ページ〔ママ〕に引用されている。
道化師をごらん!
ナボコフの1974年の小説『道化師をごらん!』は、左右の区別がつかない男を主人公としており、これは『自然界における左と右』から大きな影響を受けている。

### 書誌情報
- Gardner, Martin (2005) (英語). The New Ambidextrous Universe: Symmetry and Asymmetry from Mirror Reflections to Superstrings (3rd rev. ed.). Mineola, NY: Dover Publications. ISBN 0-486-44244-6. OCLC 57373717
- マルティン・ガードナー（坪井忠二、小島弘訳）「自然界における左と右」（紀伊国屋書店、1971年） ISBN 9784314005760